# André Morellet

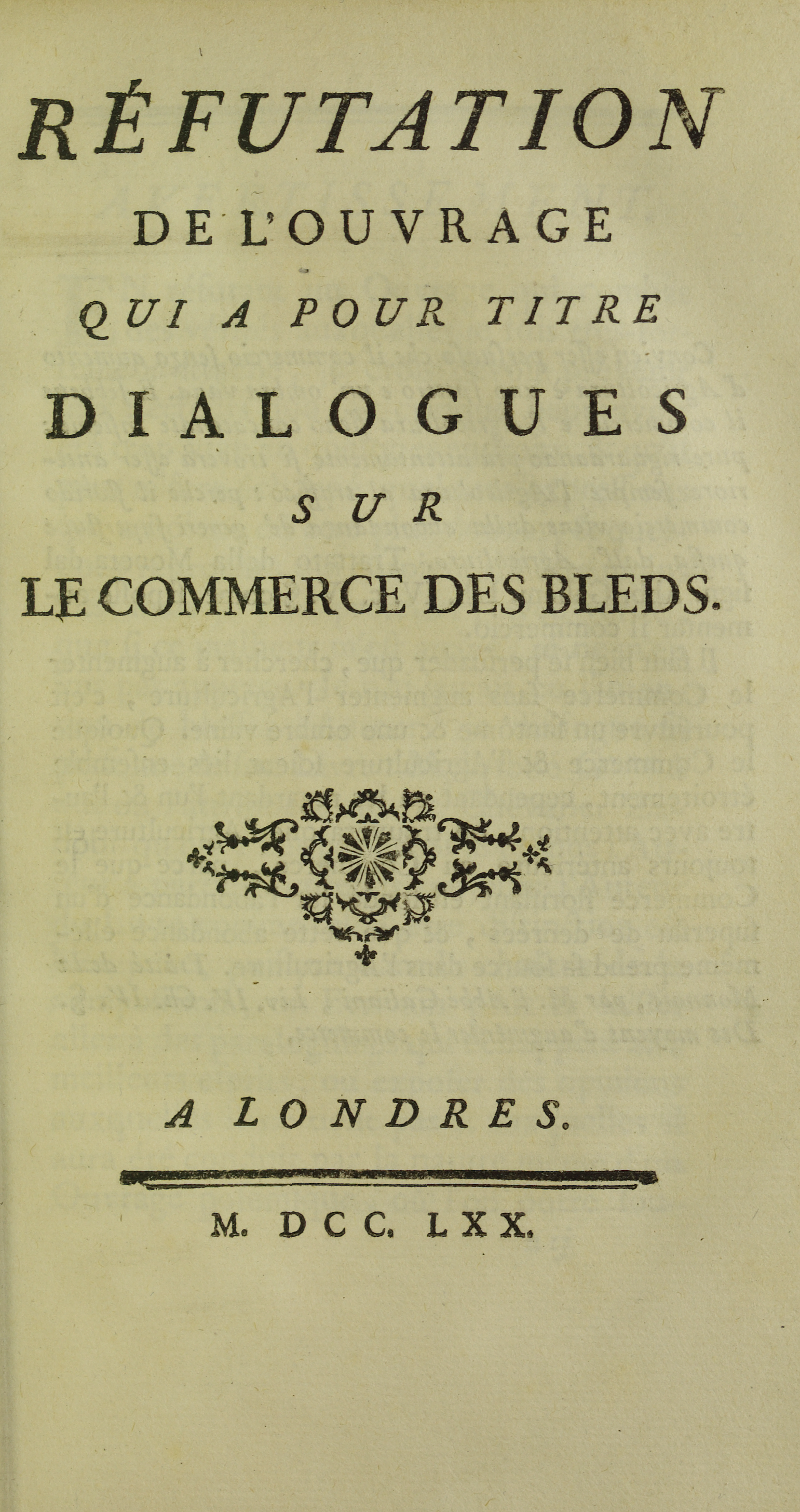
Réfutation de l'ouvrage qui a pour titre Dialogues sur le commerce des bleds, 1770

André Morellet (7 de març de 1727 – 12 de gener de 1819) va ser un escriptor i economista francès que va contribuir a l'Encyclopédie ou Dictionnaire raisonné des sciences, des arts et des métiers.
Nasqué a Lyon, i es va educar en els jesuïtes i més tard al Sorbonne. Va prendre les ordres sagrades, però sense gaire convicció. Voltaire el va anomenar "L'Abbé Mords-les". Les seves obres més notables van ser el pamflet responent a Charles Palissot i la seva obra Les Philosophes
Va ser membre de l'Académie française des de 1785. Un any abans de morir va escriure 4 volums de Mélanges de littérature et de philosophie du XVIIIe siècle
La seva traducció semisatíricaa de l'obra de Nicolau Aymerich Directorium Inquisitorum va ser un factor influent en el cessament de les pràctiques inquisitorials de l'Església catòlica.